# اولی (خداآفرین)
اولی یااولیق یکی از روستاهای استان آذربایجان شرقی است که در دهستان دیزمار شرقی بخش منجوان شهرستان خداآفرین واقع شده‌است.وجه تسمیه نام آن بعلت وفور "آو" یا "مارال" که تادهه 1350ه.ش دراین روستا موجود بود می‌باشد .مسجد این روستا زیارتگاه اهالی منطقه می‌باشد .شغل اهالی روستا دامداری ،کشاورزی وقالیبافی می‌باشد .عمده محصولات کشاورزی آن لوبیا چیتی، گردو و زغال آخته می‌باشد . که از آب دو روخانه دائمی که از جنگلهای بالا دست روستا سرچشمه می‌گیرد تأمین می‌شود.طبیعت روستاجنگلی کوهستانی می‌باشد  که در فصول گرم پذیرای گردشگران بسیاری است.